# The Queen's College (Oxford)

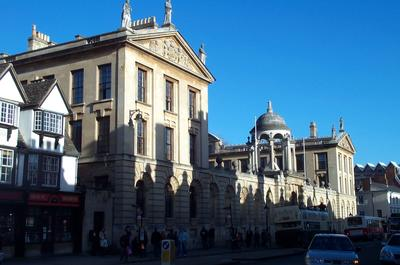
El Queen's College.

El The Queen's College, Oxford, és un col·legi fundat l'any 1341, que forma part de la Universitat d'Oxford a Anglaterra. Està situat en la part central del carrer de High Street, i és famós per la seva arquitectura del segle xviii.
Fou fundat per Robert d'Eglesfield, capellà de la reina Felipa d'Hainaut, esposa del Rei Eduard III d'Anglaterra, d'aquí el seu nom. L'escut d'armes amb tres àguiles roges sobre fons blanc està inspirat en el cognom del capellà. La magnífica façana fou dissenyada per Nicholas Hawksmoor, i forma part d'una reconstrucció parcial portada a terme en el segle xviii en la qual a més es va construir la impressionant biblioteca.

## Biblioteca
El Queen's College té una de les millors col·leccions de llibres d'Oxford. A l'actual biblioteca hi ha a prop de 50.000 volums. També s'hi pot trobar una gran quantitat de diaris i una creixent col·lecció de recursos multimèdia.
La Upper Library (Biblioteca Superior) és considerada com una de les sales més delicades d'Oxford i ha estat el focus d'atenció del College des de la creació a final del segle xvii.
El College té una de les més grosses i diverses col·leccions de llibres rars a Oxford.

## Capella
La Capella del College és famosa pel seu excel·lent orgue Frobenius. Hi fou instal·lat el 1965, en substitució d'un orgue Rushworth i Dreaper del 1931. El primer orgue data de l'any 1826. El seu Cor s'ha guanyat una gran reputació com un dels més notables cors de veus mixtes d'Oxford.
La Capella és un dels més notables edificis d'Oxford i l'estructura s'ha mantingut sense canvis des que fou consagrada per l'arquebisbe de York el 1719.